# Macrotermitinae
Macrotermitinae es una subfamilia de termitas, que contiene los siguientes géneros:

## Géneros
- Acanthotermes
- Allodontermes
- Ancistrotermes
- Euscaiotermes
- Hypotermes
- Macrotermes
- Megaprotermes
- Microtermes
- Odontotermes
- Parahypotermes
- Protermes
- Pseudacanthotermes
- Sphaerotermes
- Synacanthotermes